# Пеньо Кирацов
Пеньо (Пеню) Генов Кирацов е български инженер, политик, секретар на Централния комитет на Българската комунистическа партия.

## Биография
Роден е на 27 януари 1920 г. в ловешкото село Горско Сливово. Членува в РМС от 1936 г. Завършва Техническото училище в София (1939). След средното си образование постъпва в Школата за запасни офицери – въздушно-учебен полк, Казанлък. Включва се в нелегална прокомунистическа група, която е разкрита. Арестуван и осъден на затвор по ЗЗД.
След 9 септември 1944 г. е освободен и става кмет на родното си село, както и секретар на организацията на БКП в селото. Завършва висше образование по машинно инженерство (1950). Работи в завод „Средец“, София като технолог и като главен инженер на Завод № 10, Казанлък.
През 1959 г. става заместник-председател на Комитета по промишлеността. След това е заместник-председател на Комитета по машиностроене. Бил е първи заместник-министър на машиностроенето. Извънреден и пълномощен посланик на България в Германската демократична република. Пенсионира се като директор на Централния институт за научна и техническа информация през 1986 г.
С Решение № 234 от 19 май 2005 г. Общинският съвет в Казанлък го удостоява със званието „Почетен гражданин на Казанлък“.